# The Beach Boys Tour 50 Aniversario
The Beach Boys Tour 50 Aniversario es un plan de una gira mundial consistente en 50 fechas alrededor del mundo en 50 ciudades diferentes, como celebración por los cincuenta años de vida de The Beach Boys. El comienzo de la gira estaba provisto para abril de 2012. Estaba en proceso un álbum de estudio.

## Historia
Se escuchó por primera vez la idea de un concierto con todos los integrantes de The Beach Boys en junio de 2011, siendo Al Jardine el primer "beach boy" en hablar del tema, caso sucedió con The SMiLE Sessions.
En mayo de 2011 Brian Wilson declaró que posiblemente se retiraría de las giras, porque "escuchaba voces".
Sin embargo, no descartó un reencuentro con The Beach Boys. Pero a su vez descartó por momento el asunto, aunque también planteo dudas por cuestiones económicas, sin embargo insistió en que ese no era el mayor interrogante. A su vez, Mike Love también descartó un posible reencuentro, argumentando que era algo que aún no estaba en los planes de nadie.
Finalmente, en diciembre de 2011 se confirmó el retorno de Brian Wilson al conjunto y la gira de cincuenta fechas conmemorando el cincuentenario, también se anunció que la banda está grabando un nuevo disco de estudio con material nuevo,  hecho que no sucedía desde Still Cruisin' de 1989.
Se reedita material del catálogo de The Beach Boys.

## Músicos de gira
En declaraciones, Mike Love dijo que están utilizando gran parte de la banda solista de Brian Wilson (tanto para las grabaciones como para los futuros conciertos), sin dejar de lado al baterista John Cowsill y el guitarrista Scott Totten (quienes estuvieron acompañando a Love y Johnston) quienes también estarán dentro del conjunto. Los Beach Boys originales que actuaran en la gira son: Brian Wilson, Al Jardine, Mike Love, Bruce Johnston y David Marks.

## Fechas
| Fecha                                    | Ciudad           | País           | Sitio                                  |
| ---------------------------------------- | ---------------- | -------------- | -------------------------------------- |
| Estados Unidos                           |                  |                |                                        |
| 24 de abril de 2012                      | Tucson           | Estados Unidos | Anselmo Valencia Tori Amphitheater     |
| 26 de abril de 2012                      | Grand Prairie    | Estados Unidos | Verizon Theatre at Grand Prairie       |
| 27 de abril de 2012                      | Nueva Orleans    | Estados Unidos | New Orleans Jazz & Heritage Festival   |
| 28 de abril de 2012                      | Atlanta          | Estados Unidos | Chastain Park                          |
| 29 de abril de 2012                      | Raleigh          | Estados Unidos | Raleigh Amphitheater and Festival Site |
| 2 de mayo de 2012                        | St. Augustine    | Estados Unidos | St. Augustine Amphitheatre             |
| 4 de mayo de 2012                        | Hollywood        | Estados Unidos | Hard Rock Live                         |
| 5 de mayo de 2012                        | Tampa            | Estados Unidos | Straz Center for the Performing Arts   |
| 8 de mayo de 2012                        | Nueva York       | Estados Unidos | Beacon Theatre                         |
| 9 de mayo de 2012                        | Nueva York       | Estados Unidos | Beacon Theatre                         |
| 11 de mayo de 2012                       | Pittsburgh       | Estados Unidos | Benedum Center                         |
| 12 de mayo de 2012                       | Uncasville       | Estados Unidos | Mohegan Sun Arena                      |
| 13 de mayo de 2012                       | Uncasville       | Estados Unidos | Mohegan Sun Arena                      |
| 15 de mayo de 2012                       | White Plains     | Estados Unidos | Westchester County Center              |
| 17 de mayo de 2012                       | Bethlehem        | Estados Unidos | Sands Casino Resort Bethlehem          |
| 19 de mayo de 2012                       | Atlantic City    | Estados Unidos | The Borgata                            |
| 21 de mayo de 2012                       | Chicago          | Estados Unidos | Chicago Theater                        |
| 22 de mayo de 2012                       | Chicago          | Estados Unidos | Chicago Theater                        |
| 25 de mayo de 2012                       | Chula Vista      | Estados Unidos | Cricket Wireless Amphitheater          |
| 26 de mayo de 2012                       | Indio            | Estados Unidos | Fantasy Springs Special Events Center  |
| 27 de mayo de 2012                       | Las Vegas        | Estados Unidos | Red Rock Resort Spa and Casino         |
| 28 de mayo de 2012                       | Santa Bárbara    | Estados Unidos | Santa Barbara Bowl                     |
| 1 de junio de 2012                       | Berkeley         | Estados Unidos | Hearst Greek Theatre                   |
| 2 de junio de 2012                       | Los Ángeles      | Estados Unidos | Hollywood Bowl                         |
| 3 de junio de 2012                       | Irvine           | Estados Unidos | Verizon Wireless Amphitheater          |
| 8 de junio de 2012                       | The Woodlands    | Estados Unidos | Cynthia Woods Mitchell Pavilion        |
| 10 de junio de 2012                      | Manchester       | Estados Unidos | Bonnaroo Music Festival                |
| 12 de junio de 2012                      | Cincinnati       | Estados Unidos | Riverbend Music Center                 |
| 13 de junio de 2012                      | Cuyahoga Falls   | Estados Unidos | Blossom Music Center                   |
| 15 de junio de 2012                      | Columbia         | Estados Unidos | Merriweather Post Pavilion             |
| 16 de junio de 2012                      | Camden           | Estados Unidos | Susquehanna Bank Center                |
| 17 de junio de 2012                      | Bethel           | Estados Unidos | Bethel Woods Center for the Arts       |
| 19 de junio de 2012                      | Toronto          | Canadá         | Molson Canadian Amphitheatre           |
| 20 de junio de 2012                      | Montreal         | Canadá         | Bell Centre                            |
| 22 de junio de 2012                      | Bangor           | Estados Unidos | Bangor Waterfront Pavilion             |
| 23 de junio de 2012                      | Saratoga Springs | Estados Unidos | Saratoga Performing Arts Center        |
| 24 de junio de 2012                      | Wantagh          | Estados Unidos | Nikon at Jones Beach Theater           |
| 26 de junio de 2012                      | Boston           | Estados Unidos | Bank of America Pavilion               |
| 27 de junio de 2012                      | Holmdel          | Estados Unidos | PNC Bank Arts Center                   |
| 29 de junio de 2012                      | Darien           | Estados Unidos | Darien Lake Performing Arts Center     |
| 30 de junio de 2012                      | Clarkston        | Estados Unidos | DTE Energy Music Theatre               |
| 1 de julio de 2012                       | Milwaukee        | Estados Unidos | Summerfest                             |
| 3 de julio de 2012                       | Virginia Beach   | Estados Unidos | Farm Bureau Live at Virginia Beach     |
| 4 de julio de 2012                       | Provo            | Estados Unidos | LaVell Edwards Stadium                 |
| 10 de julio de 2012                      | Morrison         | Estados Unidos | Red Rocks Amphitheatre                 |
| 13 de julio de 2012                      | Woodinville      | Estados Unidos | Chateau Ste. Michelle                  |
| 14 de julio de 2012                      | Eugene           | Estados Unidos | Cuthbert Amphitheater                  |
| 15 de julio de 2012                      | Stateline        | Estados Unidos | Harveys Outdoor Arena                  |
| Europa                                   |                  |                |                                        |
| 21 de julio de 2012                      | Ávila            | España         | Ávila Festival Grounds                 |
| 23 de julio de 2012                      | Barcelona        | España         | Pueblo Español                         |
| 26 de julio de 2012                      | Roma             | Italia         | Capanelle Rececourse                   |
| 27 de julio de 2012                      | Milán            | Italia         | Civic Arena                            |
| 29 de julio de 2012                      | Gotemburgo       | Suecia         | Tradgaardsforeningen                   |
| 31 de julio de 2012                      | Oslo             | Noruega        | Oslo Spektrum                          |
| 3 de agosto de 2012                      | Berlín           | Alemania       | O2 World                               |
| 4 de agosto de 2012                      | Stuttgart        | Alemania       | Hanns-Martin-Schleyer-Halle            |
| 5 de agosto de 2012                      | Mönchengladbach  | Alemania       | Hockey Park                            |
| 7 de agosto de 2012                      | Lokeren          | Bélgica        | Lokerse Festival                       |
| Lejano oriente                           |                  |                |                                        |
| 16 de agosto de 2012                     | Tokio            | Japón          | QVC Marine Field                       |
| 17 de agosto de 2012                     | Osaka            | Japón          | Osaka Prefectural Gymnasium            |
| 19 de agosto de 2012                     | Nagoya           | Japón          | Nippon Gaishi Hall                     |
| Fuente: Reunión Sitio de The Beach Boys. |                  |                |                                        |

## Declaraciones de los miembros sobre la gira
"The Beach Boys han sido inducidos recientemente en el California Hall of Fame. Desde nuestros humildes inicios como hermanos, primos y amigos, hemos tenido el honor de cantar sobre California, y estoy de verdad entusiasmado de que nuestros fans puedan vernos otra vez en concierto por escenarios de todo el mundo, y celebrar nuestro 50º aniversario juntos con un nuevo disco en estudio".
Al Jardine.

"El aniversario es especial para mí porque extraño a los chicos y será un placer para mí hacer un nuevo disco y estar nuevamente con ellos en el escenario".
Brian Wilson.

"Brian Wilson tiene una banda increíble. Estamos utilizando la mayor parte de su banda. Y tenemos [de los músicos de gira de los Beach Boys] al baterista John Cowsill y nuestro guitarrista, Scott Totten. Somos una especie de mezcla de cosas. Creo que, musicalmente, va a ser increíble".
Mike Love.

"Estoy esperando poder cantar las melodías de Brian Wilson y las letras de Mike Love otra vez en directo con muchos de los miembros originales de la banda, pero imagínense lo que podríamos hacer vocalmente en la atmósfera de un estudio de grabación bajo la dirección de Brian".
Bruce Johnston.

"Realmente espero con impaciencia celebrar este importante encuentro histórico con los muchachos y con Capitol Records -donde todo comenzó hace 50 años-. Esto significa mucho, que podamos reunirnos y rendir homenaje a nuestros admiradores que han mantenido nuestra música viva".
David Marks.